# Biblioteca Estatal de Berlim
A Biblioteca Estatal de Berlim (em alemão:  Staatsbibliothek zu Berlin) é uma biblioteca universal localizada em Berlim, Alemanha, e de propriedade de Fundação do Patrimônio Cultural Prussiano. É uma das maiores bibliotecas na Europa, e uma das mais importantes bibliotecas de pesquisas acadêmicas em língua alemã ao redor do planeta.

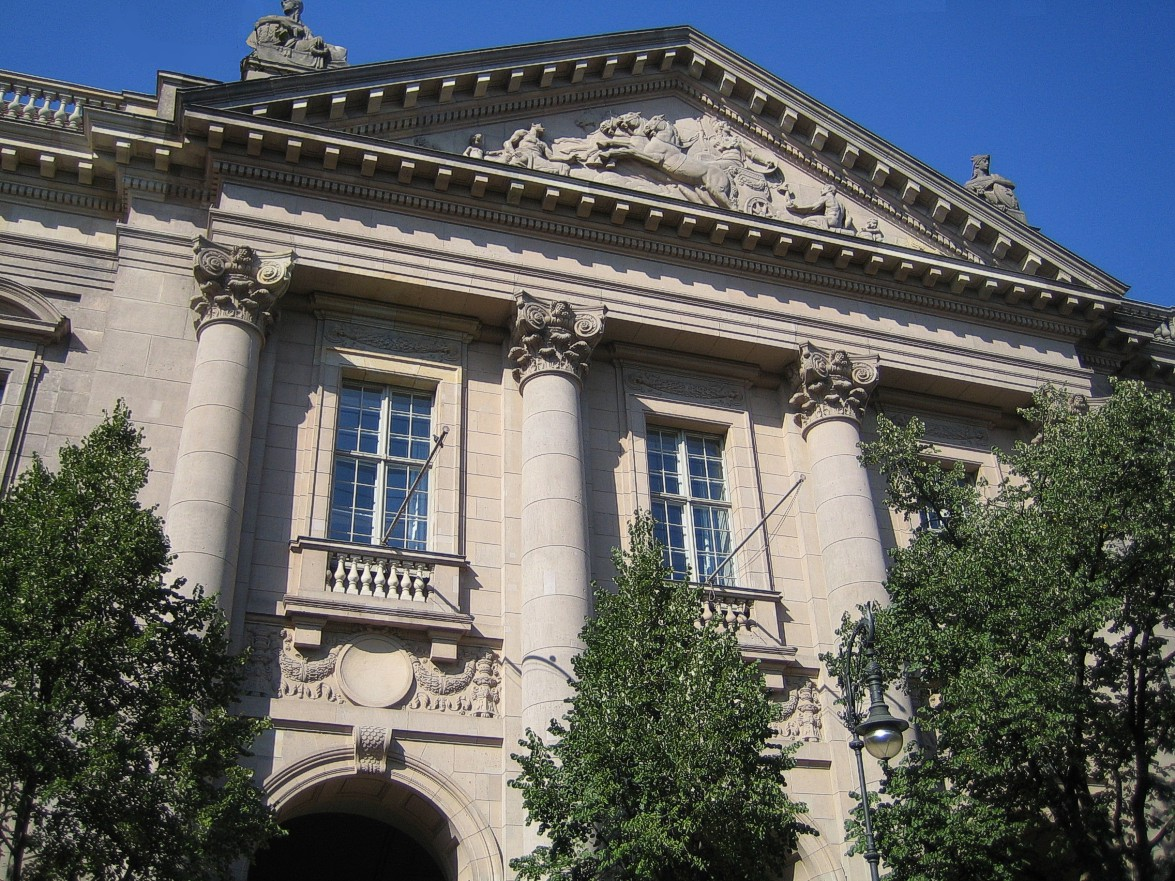
Biblioteca Estadual de Berlim

Coleta textos, mídia e obras culturais de todos os campos em todas as línguas, de todos os períodos e de todos os países do mundo, que são de interesse para fins acadêmicos e de pesquisa. Entre os itens mais famosos de sua coleção encontram-se as ilustrações bíblicas mais antigas, no fragmento Quedlinburg Itala do século V, uma Bíblia de Gutenberg, a principal coleção autógrafa de Goethe, a maior coleção do mundo de manuscritos de Johann Sebastian Bach e de Wolfgang Amadeus Mozart, além da partitura original da Sinfonia N °9 de Ludwig van Beethoven.